# Vijay S. Pande
Vijay S. Pande (né en 1970) est le responsable du projet Folding@Home, de recherche sur les protéines, de l'Université Stanford à Palo Alto, en Californie (États-Unis).

## Présentation
Il a le titre d'Assistant Professor of Chemistry and (by courtesy) of Structural Biology.
Il avait précédemment lancé Genome@home (en), pour décrypter le génome humain, projet terminé le 8 mars 2004.
Il a reçu de nombreuses récompenses, en particulier le TR100 du Massachusetts Institute of Technology (meilleurs jeunes innovateurs de 2002), le Frederick E. Terman Fellowship (2002), et un Henry and Camile Dreyfus Teacher-Scholar (2003).